# 電路圖

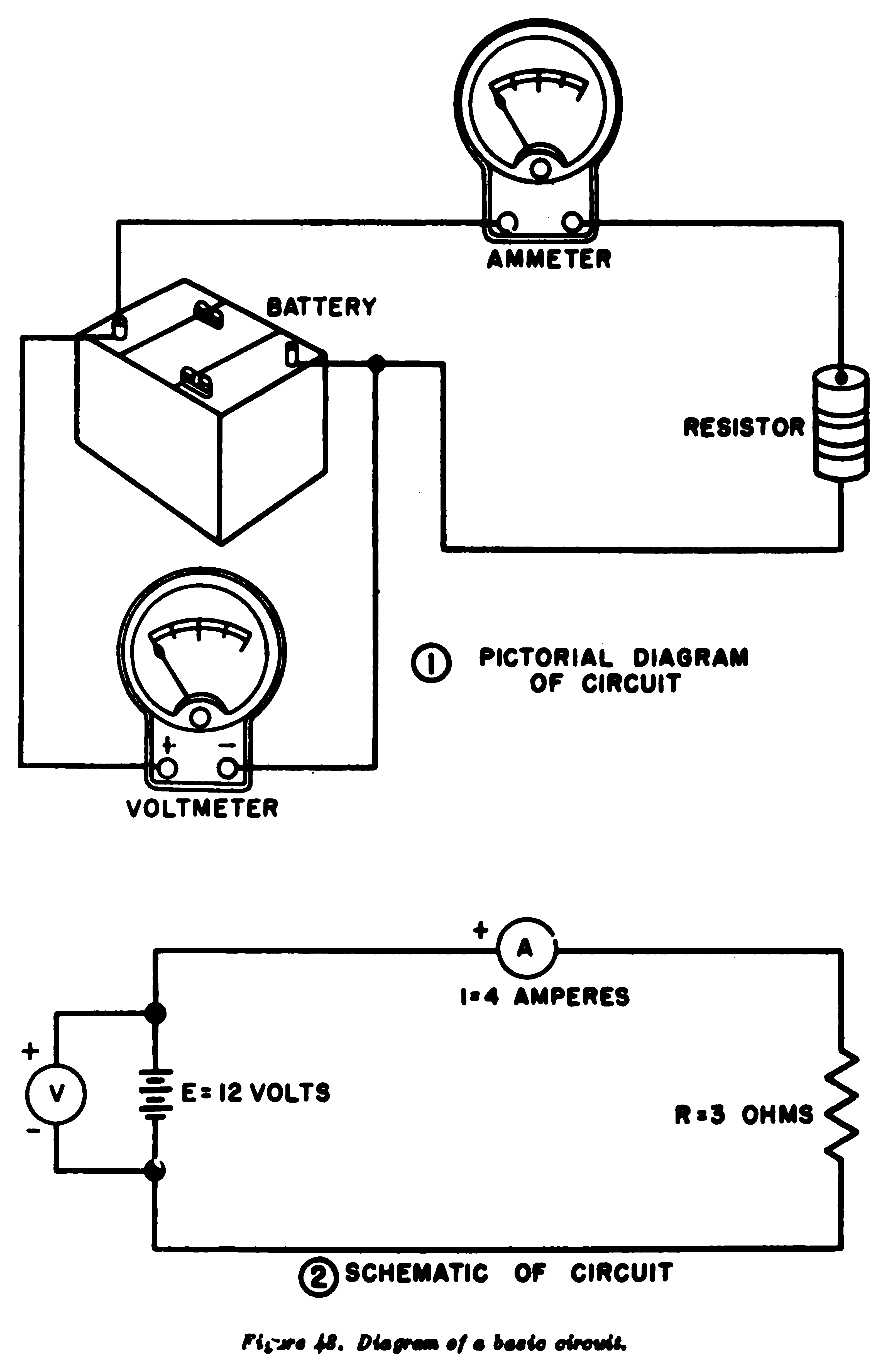
繪畫圖（上）與示意圖（電路圖）（下）的比較

通用的電路符號（ANSI）

4-bit TTL計數器的電路圖（是一種狀態機）

電路圖（英語：circuit diagram、electrical diagram、elementary diagram、electronic schematic）是電路的簡化圖形表示法，屬於一種示意圖（原理圖）。電路圖使用簡單的圖示組成電路，電路符號彼此連接，這兩種類型的顯示設備之間的連接，包括電源和訊號的連接。電路圖裡各電子元件的位置，並未反映在完成的實體電路上它們的位置。
不像區塊圖或分佈圖，在電路圖中顯示電路的實際使用的連線。 
電路圖被用於電路設計，或是規劃印刷電路板的佈線，或維修電器和電子設備。 

## 外部連結
- "Circuit diagram" - 搜索 Google 圖書
- "電路圖" - 搜索 Google 圖書
- List of Schematic Symbols
- Large Circuit Diagrams Database （页面存档备份，存于）